# Amaro del Carabiniere
L'Amaro del Carabiniere è un liquore realizzato con 63 erbe di qualità dalla Sassano & Pagani, a Milano.

## Storia
L'ispirazione per l'Amaro del Carabiniere deriva da alcuni liquori dedicati a forze armate straniere, conosciuti da Michele Sassano nel 1946. Dopo anni di esperienza nel laboratorio Campari a Milano, Sassano imparò la produzione del liquore e preparò una ricetta da dedicare ai Carabinieri. Il comandante della caserma di Milano gliene concesse la licenza nel settembre 1978, così dal Natale di quell'anno fu distribuito in regalo a numerosi carabinieri di oltre 270 caserme in Italia. Da allora la Sassano & Pagani è arrivata a produrre anche altri liquori, come grappe o limoncelli, ma le bottiglie di amaro vengono vendute solo nelle caserme o ai carabinieri che ne fanno richiesta.
Si dice che anche Richard Nixon abbia chiesto una bottiglia di Amaro del Carabiniere.
Dal 2004 è stato realizzato l'Elisir del Carabiniere. Questo marchio racchiude tutti i prodotti: amaro al carciofo e manna, amaro alle erbe, amaro al caffè, vino da dessert, limoncello, grappa, vini bianchi e rossi, spumante. 
Elisir del Carabiniere è un marchio registrato da La Fontana di Corradino Franco Aut. Min. n. 0001117559.